# Ярославка (Есильский район)
Ярославка (каз. Ярославка) — село в Есильском районе Акмолинской области Казахстана. Входит в состав Красивинского сельского округа. Код КАТО — 114877100.

## География
Село расположено в 45 км на северо-восток от районного центра города Есиль, в 20 км на север от центра сельского округа.

## Население
В 1989 году население села составляло 998 человек (из них украинцев 26%, русских 22%, немцев 21%).
В 1999 году население села составляло 682 человека (340 мужчин и 342 женщины). По данным переписи 2009 года, в селе проживали 362 человека (166 мужчин и 196 женщин).